# Shakespeare (cráter)

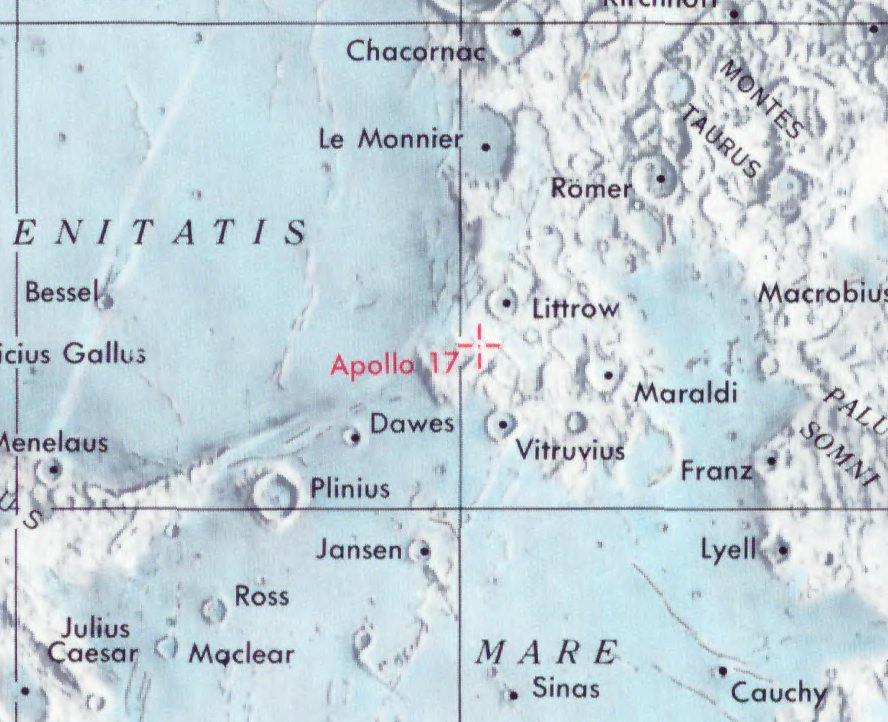
Localización del lugar de aterrizaje del Apolo 17

Shakespeare es un pequeño cráter lunar situado en el valle Taurus-Littrow. Los astronautas Eugene Cernan y Harrison Schmitt aterrizaron en 1972 al sudoeste del cráter durante la misión Apolo 17. No lo visitaron, pero lo rodearon durante la EVA 3.
Al sur aparece el cráter Van Serg, al noreste Cochise, y al noroeste un cráter extraoficialmente denominado Henry en algunos mapas.

## Denominación
El cráter fue nombrado por los astronautas en referencia al dramaturgo inglés William Shakespeare. La denominación tiene su origen en los topónimos utilizados en la hoja a escala 1/50.000 del Lunar Topophotomap con la referencia "43D1S1 Apollo 17 Landing Area".

## Imágenes
|  |  |